# Dallara Stradale
Der Dallara Stradale ist das erste straßenzugelassene Fahrzeug von Dallara. Es wurde in enger Zusammenarbeit mit Bosch entwickelt.

## Geschichte

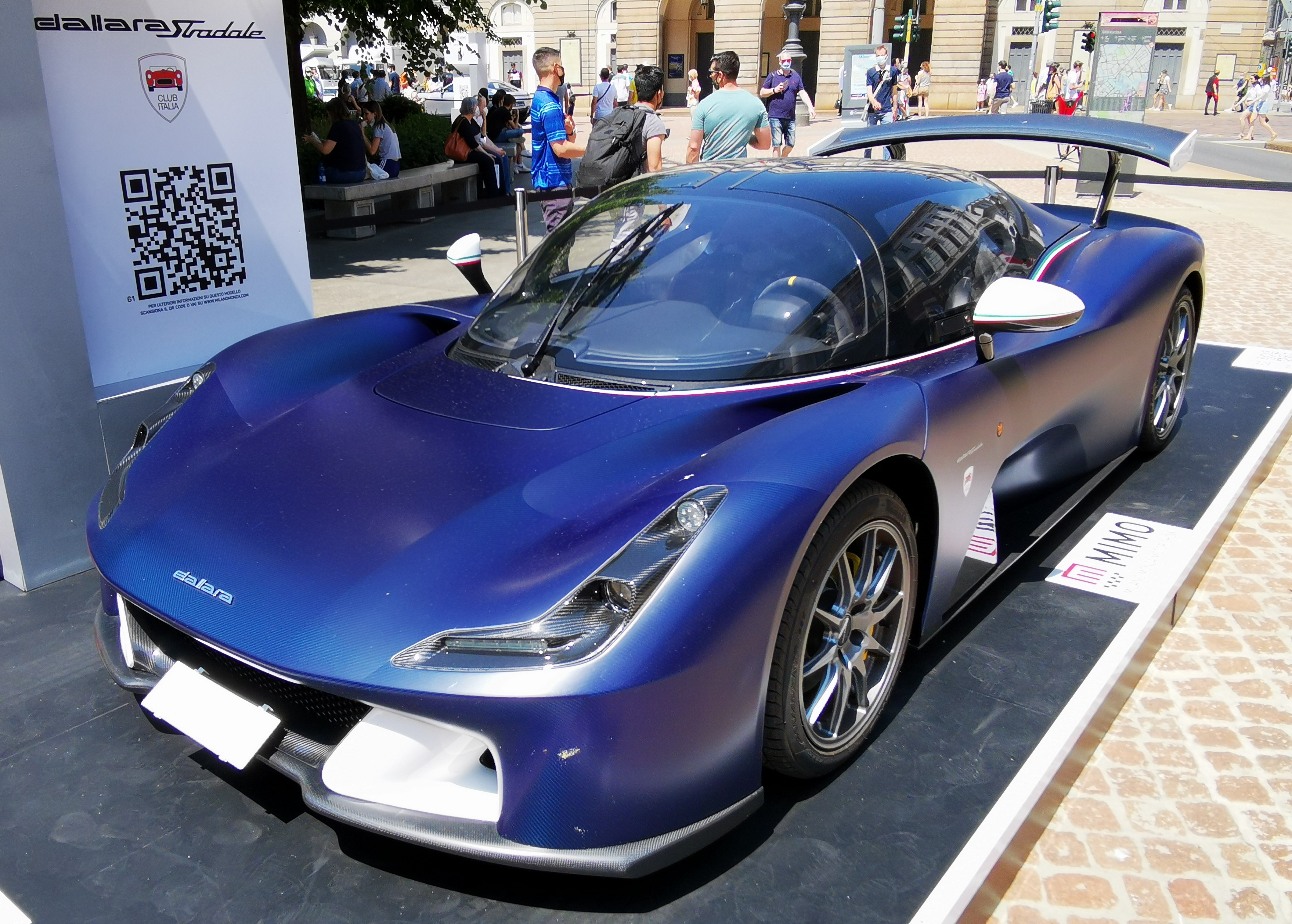
Stradale Coupé

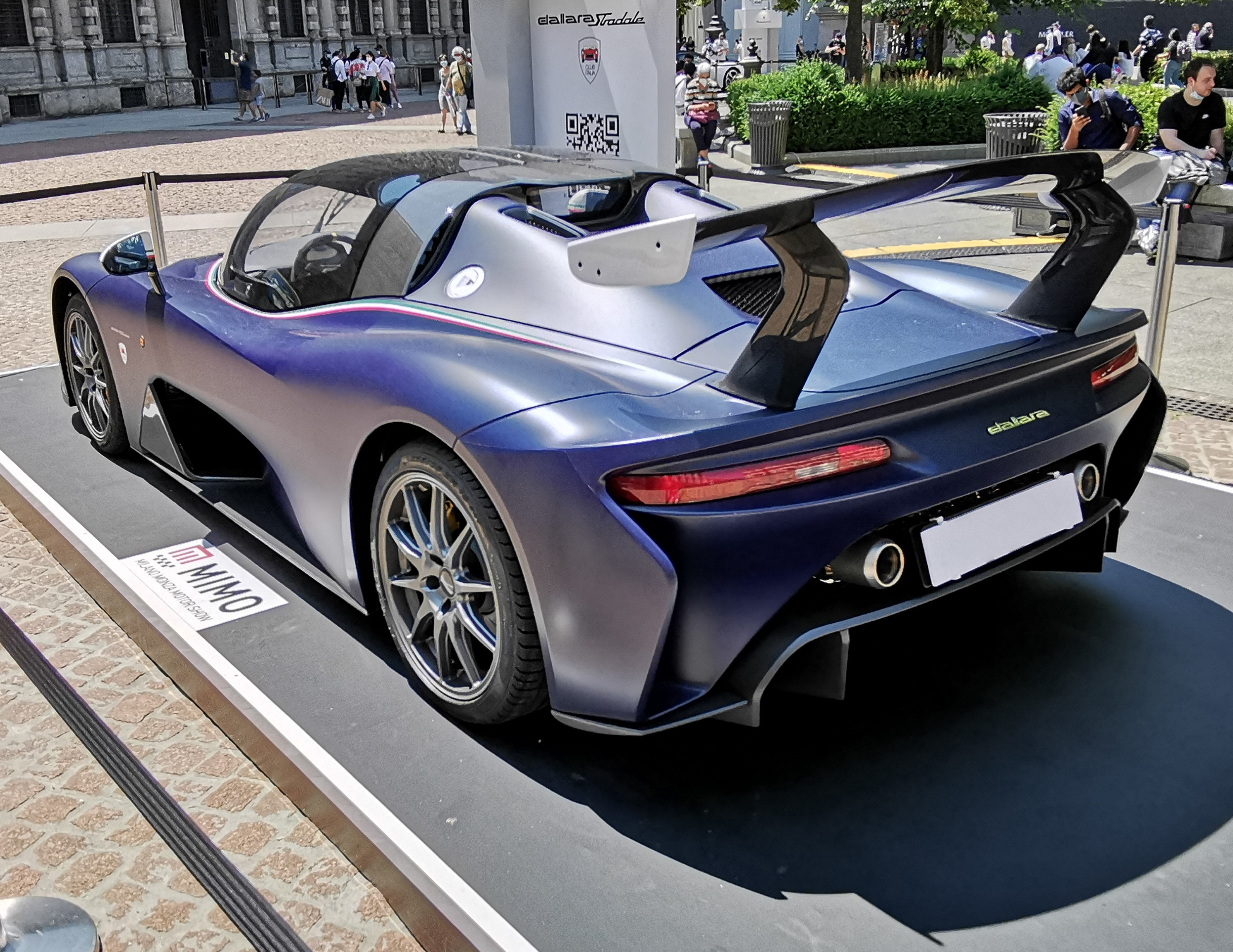
Heckansicht des Stradale Coupés

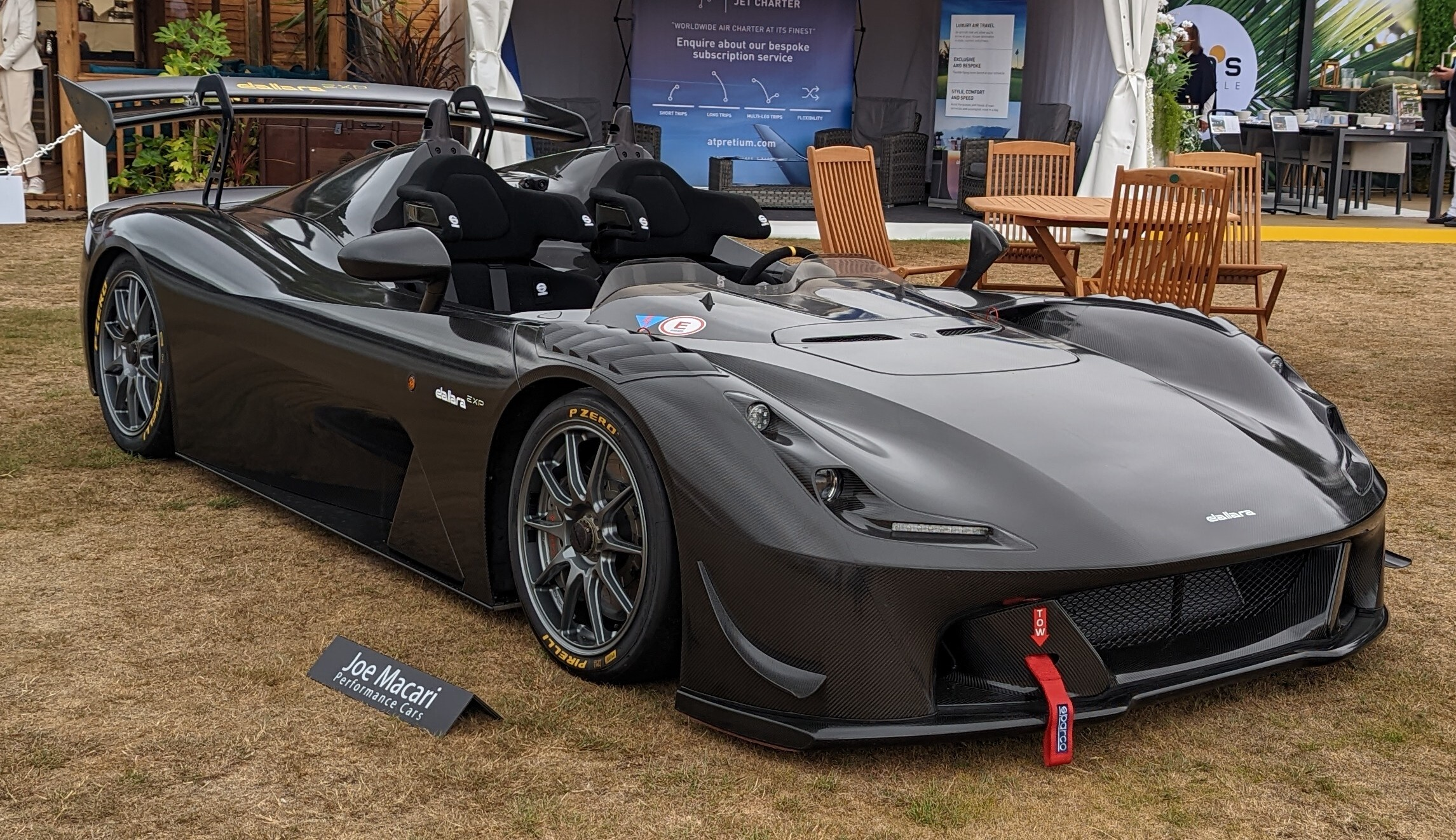
Stradale EXP mit Öffnungen auf den Kotflügeln und Hilfen vorn an der Schürze für mehr Abtrieb, seit 2021

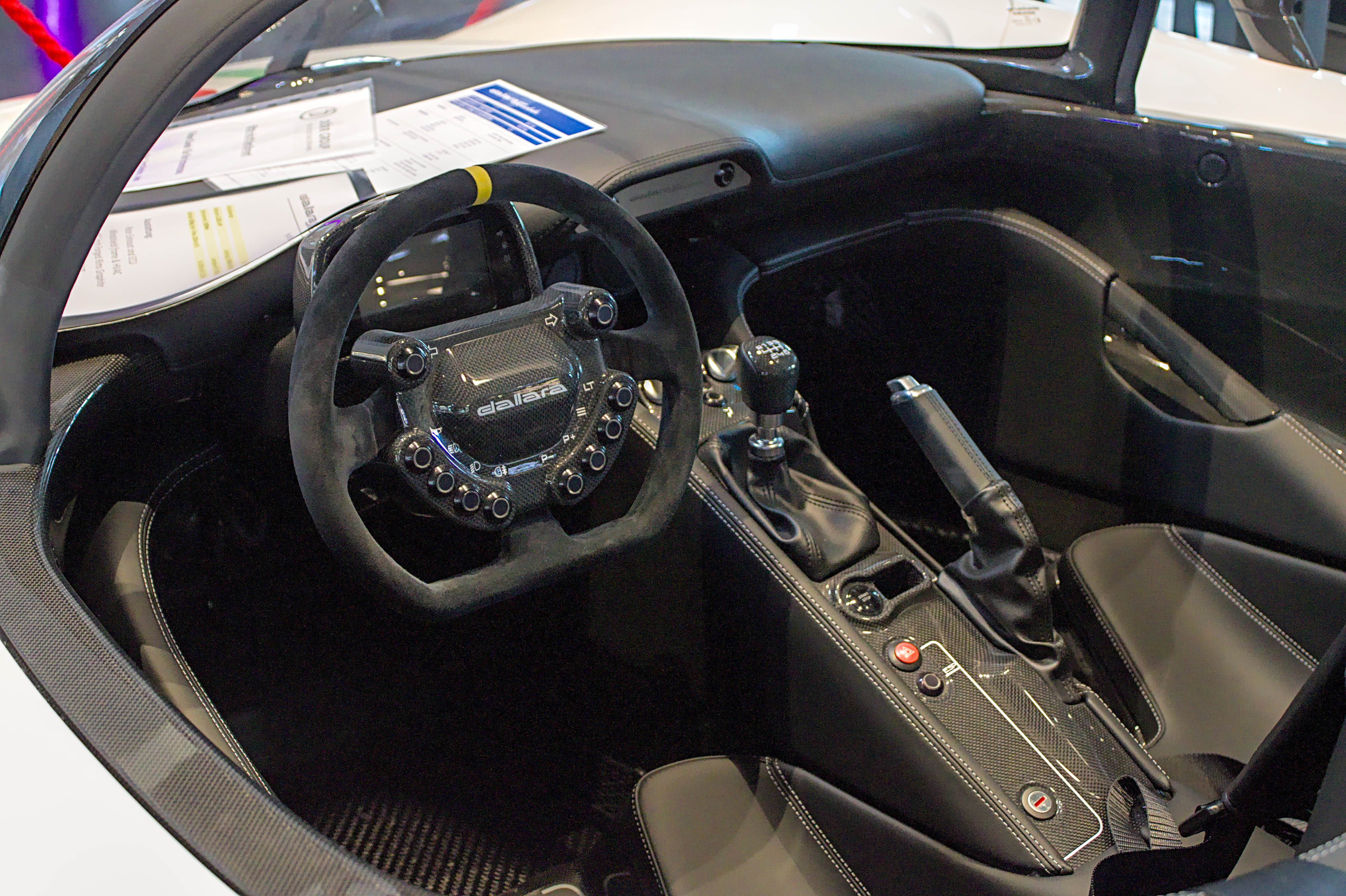
Innenraum

Am 16. November 2017, dem 81. Geburtstag des Unternehmensgründers Gian Paolo Dallara, präsentierte das Unternehmen den Stradale. Er ist in drei Karosserievarianten – als Coupé mit Flügeltüren, als Roadster und als Variante ohne Türen und Scheiben – zu Preisen ab 184.450 Euro erhältlich und auf 600 Stück limitiert. Gebaut wird der Sportwagen am Firmensitz im italienischen Varano de’ Melegari.
Das erste Fahrzeug wurde an Gian Paolo Dallara als Geburtstagsgeschenk ausgeliefert. Weitere Exemplare erhielten unter anderem Jean Alesi und Paolo Barilla. Seit 2021 wird mit dem EXP eine stärkere Variante ohne Windschutzscheibe und Dach sowie ohne Straßenzulassung angeboten.
Anfang 2023 waren 400 Stradale verkauft. Anlässlich des 25-jährigen Jubiläums des Sieges des Herstellers beim Indy 500 wurde im Februar 2023 das auf 25 Exemplare limitierte Sondermodell IR8 Tribute vorgestellt.
Eine überarbeitete Version des Fahrzeugs präsentierte Dallara am 6. März 2025; Aerodynamik, Aufhängung, Bremsen und Motor wurden überarbeitet.

## Technik
Die Karosserie und das Chassis des Stradale bestehen aus kohlenstofffaserverstärktem Kunststoff. Angetrieben wird das trocken 855 kg schwere Fahrzeug von einem 294 kW (400 PS) starken 2,3-Liter-Ottomotor von Ford, der auch im Focus RS eingesetzt wird. Der Stradale hat serienmäßig ein 6-Gang-Schaltgetriebe von Ford, gegen Aufpreis ist auch ein 6-Gang-Doppelkupplungsgetriebe erhältlich. Die Beschleunigung auf 100 km/h gibt Dallara mit 3,25 Sekunden an, die Höchstgeschwindigkeit beträgt 280 km/h. Der EXP hat maximal 368 kW (500 PS) und ein maximales Drehmoment von 700 Nm. Er erreicht bis zu 290 km/h.
Die Räder werden vorn und hinten an doppelten Querlenkern geführt. Darüber hinaus kann die Bodenfreiheit um 2 cm verstellt werden.

## Technische Daten
|                                             | Stradale                       | Stradale EXP                   |
| ------------------------------------------- | ------------------------------ | ------------------------------ |
| Bauzeitraum                                 | seit 11/2017                   | seit 07/2021                   |
| Motorkenndaten                              |                                |                                |
| Motortyp                                    | R4-Ottomotor                   | R4-Ottomotor                   |
| Gemischaufbereitung                         | Direkteinspritzung             | Direkteinspritzung             |
| Motoraufladung                              | Turbolader                     | Turbolader                     |
| Hubraum                                     | 2300 cm³                       | 2300 cm³                       |
| max. Leistung bei min−1                     | 294 kW (400 PS) / 6200         | 368 kW (500 PS) /              |
| max. Drehmoment bei min−1                   | 500 Nm / 3000–5000             | 700 Nm /                       |
| Kraftübertragung                            |                                |                                |
| Antriebsart, serienmäßig                    | Hinterradantrieb               | Hinterradantrieb               |
| Getriebe, serienmäßig                       | 6-Gang-Schaltgetriebe          | 6-Gang-Schaltgetriebe          |
| Getriebe, wahlweise                         | 6-Gang-Doppelkupplungsgetriebe | 6-Gang-Doppelkupplungsgetriebe |
| Messwerte                                   |                                |                                |
| Höchstgeschwindigkeit                       | 280 km/h                       | 290 km/h                       |
| Beschleunigung, 0–100 km/h                  | 3,25 s                         |                                |
| Trockengewicht                              | 855 kg (895 kg)                |                                |
| Kraftstoffverbrauch auf 100 km (kombiniert) | 7,6 l Super                    |                                |
| CO2-Emissionen (kombiniert)                 | 211–216 g/km                   |                                |
| Abgasnorm                                   | Euro 6d-TEMP, später: Euro 6e  |                                |

- Werte in runden Klammern gelten für Modelle mit Doppelkupplungsgetriebe.